# Монтбард
Монтбард је француска општина и мали индустријски град на ријеци Брен. Налази се у источном дијелу централне Француске у региону Бургоња, у департману Златна обала. Овај мали град има око 5.554 становника.

## Демографија
| 1962. | 1968. | 1975. | 1982. | 1990. | 1999. |
| ----- | ----- | ----- | ----- | ----- | ----- |
| 6.386 | 7.050 | 7.513 | 7.707 | 7.108 | 6.300 |

## Партнерски градови
- Couvin
- Убштат-Вајхер